# ガラパゴス (小説)
『ガラパゴス』は、相場英雄による推理小説。2016年1月26日に小学館から上下巻が刊行され、2018年7月6日に小学館文庫から文庫版が発刊された。第29回山本周五郎賞候補作。
身元不明のままとなっている死亡者のリストから発見した派遣労働者の死の真相究明に挑む刑事の姿を通し、非正規雇用問題、世界標準から孤立化（ガラパゴス化）する日本産業を描いた社会派サスペンス。
テレビドラマ化され、2023年2月にNHK BSプレミアムおよびNHK BS4Kで前後編で放送された。6月12日に発表された第13回衛星放送協会オリジナル番組アワードで番組部門ドラマ最優秀賞を受賞した。同年11月よりNHK総合「土曜ドラマ」枠で再編集され全4話で地上波放送された。

## 登場人物
田川 信一（たがわ しんいち）
警視庁捜査一課継続捜査班刑事。身元不明の死亡者リストから自殺として処理された案件を他殺と看破する。
木幡 祐司（こわた ゆうじ）
警視庁鑑識課の刑事。田川の同期。身元不明の死亡者リストの調査を田川に依頼する。
鳥居 勝（とりい まさる）
警視庁捜査一課特殊犯捜査係の刑事。森の学生時代の後輩。
森 喜一（もり きいち）
人材派遣会社パーソネルズの社長。鳥居からの情報提供で一代で業界最大手に育て上げた。
松崎 直樹（まつざき なおき）
トクダモーターズ社長。傍流の部署から、苦労を重ね社長に登り詰めた。
仲野 定文（なかの さだふみ）
沖縄県宮古島出身の派遣労働者。不明者リスト902の男。練炭自殺に偽装された他殺と田川に看破される。

## 書誌情報
- 相場英雄『ガラパゴス』
  - 単行本：小学館、2016年1月26日発売[4][5]
    - 上巻：ISBN 978-4-09-386432-9
    - 下巻：ISBN 978-4-09-386433-6

  - 文庫本：小学館文庫、2018年7月6日発売[6][7]
    - 上巻：ISBN 978-4-09-406532-9
    - 下巻：ISBN 978-4-09-406533-6

## テレビドラマ
2023年2月6日と2月13日にNHK BSプレミアムおよびNHK BS4Kで放送された。同年11月4日から11月25日まで、1回45分×4回に再編集した内容で、NHK総合「土曜ドラマ」枠にて放送された。
主演は織田裕二。

### あらすじ (テレビドラマ)
警視庁捜査一課継続捜査班所属の刑事田川信一は警視庁鑑識課身元不明相談室所属の木幡祐香に身元不明の死亡者リスト調査への協力を依頼される。田川はリストの中に殺人を見逃して自殺として処理した2017年の事件を発見する。田川は木幡の協力を得て継続捜査を始め、事件の被害者が宮古島出身の仲野定文であり仲野が高等専門学校を卒業した後就職した派遣会社から派遣された企業が何れもホープネス・ホールディングス傘下の企業であることが判明する。田川はさらに捜査を進め、ハイブリッド車「エクセスL」に関するヒラガモーターズの不正を匿名でネット上に内部告発した仲野を清村仁と長内保が殺害し、その功績で二人がホープネス・ホールディングス傘下の企業の正社員になったこととホープネス・ホールディングス社長の森喜一の指示により鳥居勝警部補が事件の隠蔽に協力していたことが判明するが、事件は清村、長内と森の秘書である高見沢紅美の個人的犯行として処理される。

### キャスト

#### 警視庁
田川信一
演 - 織田裕二
警視庁 刑事部 捜査第一課 第二強行犯 特命対策室第七係（継続捜査班）の刑事。
木幡祐香
演 - 桜庭ななみ
警視庁鑑識課身元不明相談室所属。巡査部長。田川に身元不明の死亡者リストの調査を依頼する。
鳥居勝
演 - 伊藤英明（青年期：小野寺恵人）
警視庁 刑事部 捜査第一課 第三強行犯第三特殊犯捜査係・警部補。
矢島達夫
演 - 池田努
警視庁 刑事部 捜査第一課 特命捜査班の理事官。警視。
山倉
演 - 大高洋夫
捜査一課・殺人犯捜査第三係時代の田川の上司。彼に継続捜査班への異動を命ずる。
三浦和尊
演 - 福松凛
鑑識課 身元不明相談室・巡査部長。木幡の同僚。
交通課警部
演 - 尾崎右宗
ヒラガのハイブリッド車「エクセスL」の事故を単純なスリップが原因と片付ける。
高田寛毅
演 - 神尾佑
警務部人事一課監察官・警視。鳥居勝のことを調べている。
警視総監
演 - 水谷敏行
ヒラガモーターズよりEVパトカー30台を警視庁にモニター提供される会見に出席。

#### ホープネス・ホールディングス
業界最大手の人材派遣会社。
森喜一
演 - 髙嶋政宏
社長。
高見沢紅美
演 - 泉里香
森の秘書。
清村仁
演 - 坪倉由幸
ホープネス城北支店 営業部 課長補佐。派遣社員時代に仲野定文と草加のヒラガ車体関東工場で同じラインに居た。
ソーシャルエンジニアリングを駆使して派遣仲間の情報をホープネスに報告し、論功が認められホープネス本体の正社員となる。

#### ヒラガモーターズ
自動車メーカー。
松崎直樹
演 - 鶴見辰吾
社長。

#### モーリス電機
仲野定文
演 - 満島真之介（少年期：山下夕越）
沖縄県出身の派遣労働者。不明者リスト903の男。練炭自殺に偽装された青酸化合物による他殺と田川に看破される。
長内保
演 - 上地雄輔
美濃加茂工場派遣時代での仲野の元同僚。現在はヒラガパーツ東北・北上支社の正社員。
有吉宏二郎
演 - 駿河太郎（青年期：福崎那由他）
製品企画部係長。品川本社勤務。仲野の福岡高専時代の友人で岐阜県美濃加茂工場勤務時代は仲野と同じ職場にいた。
脇田朱美
演 - 篠原ゆき子
美濃加茂工場派遣時代での仲野の元同僚。現在は海津化学勤務。
宮崎晴夫
演 - 野間口徹
美濃加茂工場派遣時代での仲野の元同僚。現在は名古屋在住。
役名不明
演 - 窪塚俊介
脇田朱美と同じラインで働いていた正社員。マッチングアプリで売春相手を探していた朱美と遭遇し強請っていた。

#### 仲野定文の関係者
仲野眞榮
演 - 津嘉山正種
祖父。
川満歩
演 - 石丸謙二郎
宮古島東警察署・刑事。
宮国悦子
演 - あめくみちこ
定文の宮古島立城辺東中学校での担任教師・宮国照男の妻。定文からの手紙を保管していた。
西
演 - ゴリ
定文が死の前日に訪れていた沖縄料理「イセナジマ」店主。
近藤
演 - 瀬戸将哉
仲野定文の死体が発見された竹の塚東団地の自治会長。
和尚
演 - 桜木信介
仲野定文のお骨を預かっていた東光山の和尚。
コバヤシ
演 - 肥後克広
ブラジル食品スーパー店主。美濃加茂に居た頃の定文および仲の良かった長内保のことをよく憶えている。
隣人
演 - 柏木風太朗
定文のジュピター派遣時代の借り上げ寮の隣人。一部屋に6人程がタコ部屋状態で住んでおり、寝に帰るだけだったのではと田川に話す。
店主
演 - たまきくま
ジュピターの労働者は沢山来ていたが、一人一人の顔までは覚えていないと田川に答える。

##### 仲野定文の勤務関係
人事課長
演 - 伊東孝明
ヒラガ車体 関東工場 人事課長。田川に定文の派遣勤務時代のデータを見せる。
役名不明
演 - 岩永ひひお
ジュピター三重工場。2008年以降の勤務記録しか残っておらず、定文派遣時代のものはないと田川に伝える。
所長
演 - 岡安泰樹
エディション通商（旧イクノテック）東海営業所長。先週赴任したばかりで昔のことは分からないと田川に告げる。
田川が重ねてデータの提供を頼むが、ソフトの更新を頼んだ外注業者のミスで、登録データが紛失してしまったと答える。
吉田
演 - 太田英里
エディション通商東海営業所勤務。
所長
演 - 尾関伸次
ホープネス傘下の派遣会社、スキルビズ南岐阜営業所長。

#### 竹の塚東警察署
係長
演 - 赤屋板明
2017年に仲野定文の変死体が発見時の担当。
野村
演 - 生島勇輝
2017年時には捜査に関わっていなかったが、田川の再捜査に同行する。
監察医
演 - 薮内大河

#### 北上中央署
石川五郎
演 - 佐藤銀平
刑事課・係長。警視庁からの求めで長内保の行動確認をする。

#### その他
田川里美
演 - 戸田菜穂
田川の妻。
根来正一郎
演 - 東幹久
城東美容外科クリニック・院長。鳥居勝から警察OBの天下りを押し付けられる。
工藤孝良
演 - 金井勇太
元派遣労働者。清掃のボランティアで田川里美と知り合う。
木口
演 - 浅見小四郎
田川里美行きつけの肉屋店主。工藤孝良に就職の世話をする。
浜田丈吉
演 - 南雲佑介
衆議院議員。
高橋修三
演 - 中山稔康
元新宿署長。現警察大学校・副校長。
有吉宏二郎の両親
演 - 福井晋、みょんふぁ
家業の電器屋を継がなくていいから大企業に就職せよと息子にプレッシャーをかける。
鳥居勝の両親
演 - 大滝明利、島邑みか
父親は電車に飛び込み自殺し、「会社は守ってくれんでね」とのメモ書きを残す。
小島孝夫
演 - 矢島健一
経済アナリスト。訪ねてきた田川と木幡に派遣労働者と経済の仕組みについて説明する。
司会
演 - 大島由香里
小島孝夫が出演していたテレビ番組「ゴゴタイム」司会者。
宮城島篤
演 - 鈴之助
事故の遺族。父親の拓真はヒラガ自動車の「エクセスL」で事故を起こし死去している。
長内保の妻と娘
演 - 島村みやこ、武石桜華
裁判長、検事、弁護人
演 - 吉満寛人、前田一世、遠山俊也（役名：稲垣）
田川が情状証人尋問で出廷した長内保の公判の担当者
モーリス電機ベテラン工員
演 - 小林豪

### スタッフ
- 原作 - 相場英雄『ガラパゴス』（小学館刊）
- 脚本 - 戸田山雅司[1]
- 演出 - 若松節朗[1]
- 音楽 - 住友紀人
- 制作統括 - 谷口卓敬（NHK）、八木康夫（テレパック）
- 制作・著作 - NHK、テレパック

### 放送日程
| 各話 | 放送日  | 放送日   | サブタイトル                                 |
| 各話 | BS      | 地上波   | サブタイトル                                 |
| ---- | ------- | -------- | -------------------------------------------- |
| 前編 | 2月06日 | 11月04日 | ある労働者の死が、刑事の旅の始まりだった。   |
| 前編 | 2月06日 | 11月11日 | ある労働者の死が、刑事の旅の始まりだった。   |
| 後編 | 2月13日 | 11月18日 | 働く。生きる。誰もが幸せになっていいはずだ。 |
| 後編 | 2月13日 | 11月25日 | 働く。生きる。誰もが幸せになっていいはずだ。 |

| NHK総合 土曜ドラマ                              | NHK総合 土曜ドラマ                      | NHK総合 土曜ドラマ                                            |
| 前番組                                          | 番組名                                  | 次番組                                                        |
| ----------------------------------------------- | --------------------------------------- | ------------------------------------------------------------- |
| 遙かなる山の呼び声 （2023年9月23日 - 10月14日） | ガラパゴス （2023年11月4日 - 11月25日） | デフ・ヴォイス 法廷の手話通訳士 （2023年12月16日 - 12月23日） |